# Museo civico archeologico (Collelongo)
Il museo civico archeologico di Collelongo è un museo collocato nel palazzo Botticelli nel comune abruzzese di Collelongo (AQ).

## Storia e descrizione
Il museo civico archeologico di Collelongo, la cui sezione archeologica (MAC) venne ufficialmente inaugurata nel 1985, è situato all'interno di alcune sale del palazzo Botticelli. Il museo è disposto su due sezioni: quella storico-archeologica che è dedicata ai reperti archeologici di epoca italica, romana e imperiale rinvenuti a cominciare dagli anni sessanta nella Vallelonga, in particolare nella convalle di Amplero, e quella etnografica riservata alla civiltà contadina e alle tradizioni locali istituita nel 1999.
Nella residenza storica del palazzo Botticelli è esposta una raccolta di reperti provenienti da acropoli, ocres e necropoli che spaziano in un arco temporale incluso tra il VI secolo a.C. al I secolo d.C. Nella sezione archeologica è ospitata la copia del letto di Amplero in legno di pero riprodotta dai Fratelli Fubelli di Roma. Il letto funerario originale rivestito in osso, risalente al I secolo a.C. coevo e somigliante ai letti in osso di Aielli, è esposto nel museo archeologico nazionale d'Abruzzo di villa Frigerj a Chieti.
Il museo archeologico arricchito nel 2015 da ulteriori reperti emersi dalle campagne di scavo possiede una postazione multimediale che consente di scoprire il territorio e la storia della Marsica nel periodo italico.